# 43574 Joyharjo
43574 Joyharjo este o planetă minoră (asteroid) din centura de asteroizi. A fost descoperită pe 26 martie 2001 la Observatorul Național Kitt Peak de Marc Buie⁠(d) și a fost numită după Joy Harjo⁠(d). 
Obiectul prezintă o orbită caracterizată de o semiaxă mare de 2,6114600773625 UAi, o excentricitate de 0,21198542225035, o înclinație de 5,1317232588051 ° în raport cu ecliptica.